# Anna di Costantinopoli
Anna di Costantinopoli (o Anna di Macedonia) (Costantinopoli, 888 – 912) è stata una principessa bizantina, imperatrice consorte dei Romani e regina consorte d'Italia.

## Biografia
Era figlia di Leone VI il Saggio, imperatore bizantino e di Zoe Zautzina.
Una lettera attribuita a Nicola I Mistico da Christian Settipani menziona alcuni negoziati per promettere questa seconda figlia di Leone e Zoe a Ludovico il Cieco, re di Provenza e imperatore dei Romani. Se i negoziati si conclusero o meno e se il matrimonio venne celebrato non ci è noto. 
Sebbene non sia noto l'esito, Settipani e altri genealogisti ritengono che il matrimonio sia stato celebrato nel 900. Così, il matrimonio avrebbe unito le famiglie reali dell'Occidente e le dinastie dell'Est. Il risultato di questa unione sarebbe Carlo Costantino, il cui nome sarebbe chiaramente composto da Ovest e Oriente. Si è creduto, soprattutto per motivi di onomastica, che Anna di Provenza, la seconda moglie di dell'imperatore Berengario I d'Italia, sarebbe un altro figlio di questo matrimonio tra Ludovico il Cieco e Anna di Costantinopoli.
Anna venne sepolta a Costantinopoli.

## Ascendenza
|                        |                    |                  | Genitori |  |  | Nonni                 |  |  | Bisnonni |  |
|                        |                    |                  |          |  |  | Basilio I il Macedone |  |  | …        |  |
|                        |                    |                  |          |  |  | Basilio I il Macedone |  |  | …        |  |
|                        |                    | …                |          |  |  | Basilio I il Macedone |  |  |          |  |
| Leone VI il Saggio     |                    |                  |          |  |  | Basilio I il Macedone |  |  |          |  |
|                        |                    | Eudocia Ingerina | Inger    |  |  |                       |  |  |          |  |
|                        |                    | Eudocia Ingerina | Inger    |  |  |                       |  |  |          |  |
|                        |                    | Eudocia Ingerina | …        |  |  |                       |  |  |          |  |
| Anna di Costantinopoli |                    | Eudocia Ingerina |          |  |  |                       |  |  |          |  |
|                        | Stylianos Zaoutzes | …                |          |  |  |                       |  |  |          |  |
|                        | Stylianos Zaoutzes | …                |          |  |  |                       |  |  |          |  |
|                        | Stylianos Zaoutzes | …                |          |  |  |                       |  |  |          |  |
| Zoe Zaoutzaina         | Stylianos Zaoutzes |                  |          |  |  |                       |  |  |          |  |
|                        |                    | …                | …        |  |  |                       |  |  |          |  |
|                        |                    | …                | …        |  |  |                       |  |  |          |  |
|                        |                    | …                | …        |  |  |                       |  |  |          |  |
|                        |                    | …                |          |  |  |                       |  |  |          |  |